# جيمي تشوو
جيمي تشوو (بالملايوية: Jimmy Choo)‏ هو مصمم وشخصية أعمال وفنان ومصمم أزياء ماليزي، ولد في 1961 في جورج تاون في ماليزيا.

## وصلات خارجية
- الموقع الرسمي